# Selección de atletismo de Alemania

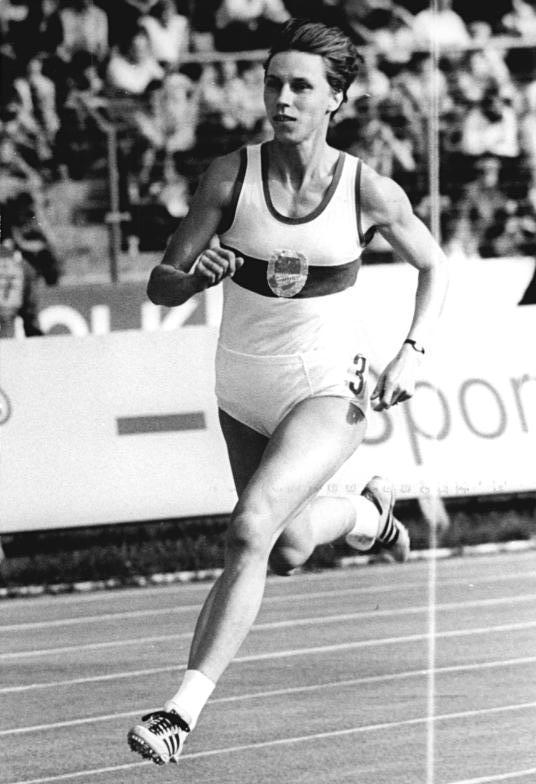
Marita Koch (1984), Leyenda del atletismo mundial.

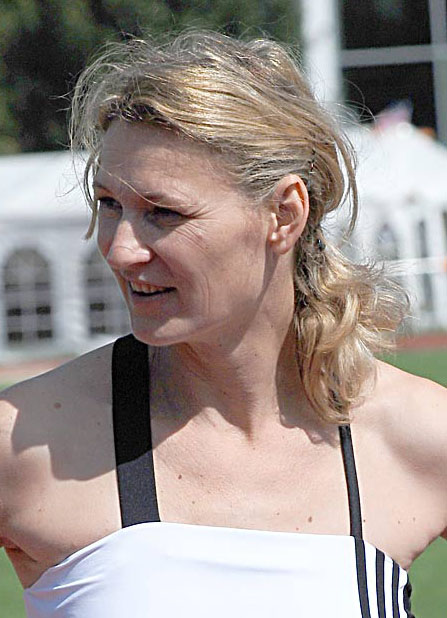
Heike Henkel, campeona olímpica en salto de altura en Barcelona 92.

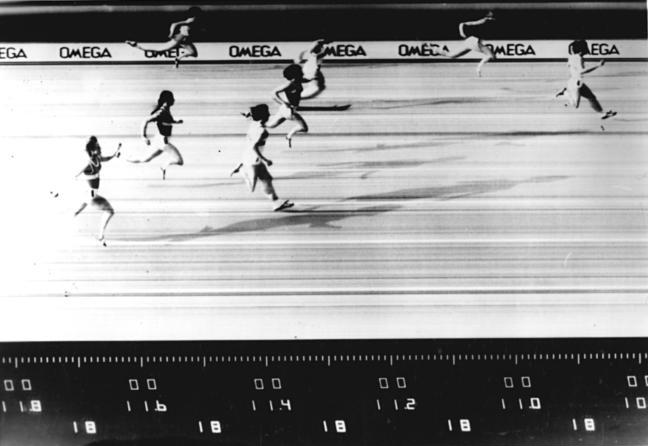
Marlies Oelsner batiendo el récord del mundo de los 100 m. en Dresde (1977).

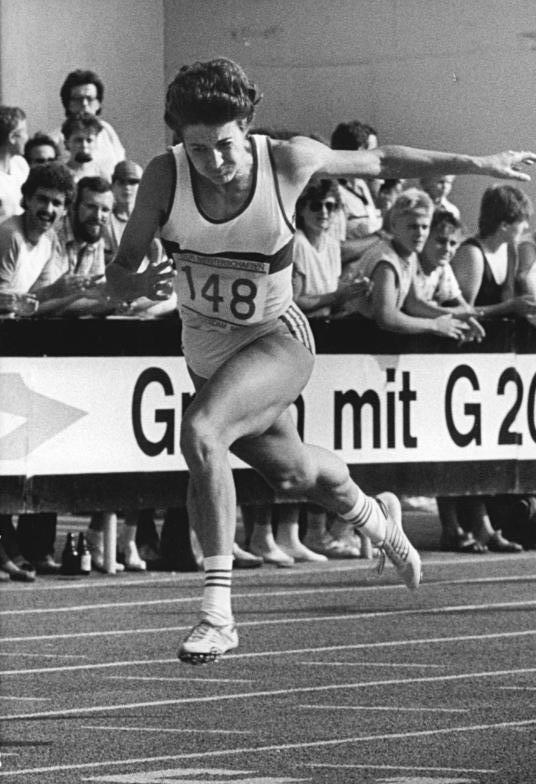
Silke Möller (Gladisch), 1987.

La selección de atletismo de Alemania es el conjunto de atletas (hombres y mujeres) de nacionalidad alemana que representan de forma individual y colectiva a la Federación Alemana de Atletismo en las competiciones internacionales organizadas por la Federación Internacional de Atletismo (IAAF), la Asociación Europea de Atletismo, el Comité Olímpico Internacional (COI) u otras organizaciones atléticas.
Alemania es una nación que ha obtenido grandes logros en esta disciplina, liderando ampliamente en el medallero histórico del Campeonato Europeo de Atletismo y Campeonato Europeo de Atletismo en Pista Cubierta. Ahora en el Campeonato Mundial de Atletismo, Alemania se ubica tercera por detrás de Rusia y de los Estados Unidos lo mismo ocurre en el Campeonato Mundial de Atletismo en Pista Cubierta, También es el país que ha ganado más ediciones en la Copa del Mundo de Atletismo por Equipos. 

## Palmarés internacional
- Annegret Richter, campeona en los Juegos Olímpicos de Montreal 1976.
- Udo Beyer, campeón en los Juegos Olímpicos de Montreal 1976.
- Waldemar Cierpinski, campeón en los Juegos Olímpicos de Montreal 1976.
- Dietmar Mogenburg, medalla de oro en los Juegos Olímpicos de Los Ángeles 1984.
- Detlef Michel, campeón mundial de atletismo de 1983.
- Ronald Weigel, campeón mundial de atletismo de 1983.
- Ulrike Maisch, 1 vez campeona europea de atletismo de 2006.
- Ralf Bartels, 1 vez campeón europeo de atletismo de 2006.
- Tanja Damaske , 1 vez campeona europea de atletismo de 1998.
- Franka Dietzsch, 1 vez campeona europea de atletismo de 1998.
- Damian Kallabis 1 vez campeón europeo de atletismo de 1998.
- Nils Schumann, 1 vez campeón olímpico en 2000 y una vez campeón europeo.
- Silke Möller, 3 veces campeona del mundo de 1983,1985 y 1987 y una vez campeona por equipo en el campeonato europeo de atletismo de 1990.
- Ilke Wyludda, 2 veces campeona europea de 1990 y 1994.
- Petra Felke, 1 vez campeona olímpica de 1988 y una vez campeona mundial de atletismo de 1989 en Barcelona.
- Grit Breuer, 1 vez campeona europeo de atletismo de 1990.
- Katrin Krabbe, 2 veces campeona mundial de atletismo de 1991, 2 veces campeona europeo de Atletismo de 1990 y una vez por el equipo alemán.
- Jens-Peter Herold, campeón de Europa en pista cubierta de 1990 y campeón europeo de atletismo de 1990.
- Danny Ecker, campeón europeo de atletismo en pista cubierta de 2007
- Tobias Unger, campeón europeo de atletismo en pista cubierta de 2005.
- Karin Ertl, campeona europea de atletismo en pista cubierta del 2000.
- Marlies Göhr, 6 veces campeona mundial de atletismo, 5 veces campeón de Europa y 2 veces campeón Olímpico.
- Charles Friedek, campeón europeo de atletismo en pista cubierta del 2000.
- Patriz Ilg, campeón mundial de atletismo en 1983.
- Willi Wülbeck, primer campeón alemán del mundial de atletismo en 1983.
- Cornelia Oschkenat, campeona mundial de atletismo en pista cubierta de 1987.
- Sabine Busch, campeona del Mundial de atletismo de 1987 y campeona mundial de atletismo en pista cubierta de 1987.
- Claudia Losch, campeona mundial de atletismo en pista cubierta de 1989 y medalla de oro en los Juegos Olímpicos de Los Ángeles 1984.
- Christine Wachtel, campeona mundial de atletismo en pista cubierta de 1989.
- Helga Arendt, campeona mundial de atletismo en pista cubierta de 1989.
- Ulf Timmermann, campeón olímpico en los Juegos Olímpicos de Seúl 1988, doble campeón en el mundial de atletismo en pista cubierta de 1989 y 1987 y campeón europeo de atletismo de 1990.
- Beate Anders, campeona mundial de atletismo en pista cubierta de 1991.
- Christine Wachtel, campeona mundial de atletismo en pista cubierta de 1991 y 1987.
- Thomas Schönlebe, campeón mundial de atletismo de 1987 y campeón por equipo en el mundial de atletismo en pista cubierta de 1991.
- Dietmar Haaf, campeón mundial de atletismo en pista cubierta de 1991 y campeón Europeo de Atletismo de 1990.
- Kathrin Neimke, campeona mundial de atletismo en pista cubierta de 1995 y por equipo en 1991.
- Alina Astafei, campeona mundial de atletismo en pista cubierta de 1995.
- Sabine Braun, campeona mundial de atletismo en pista cubierta de 1997 y campeona mundial de atletismo de 1991 y dos veces campeona europea de atletismo de 1990 1994.
- Nastja Ryshich, campeona mundial de atletismo en pista cubierta de 1999.
- Grit Breuer, campeona mundial de atletismo en pista cubierta de 1999 y una vez campeona europea de 1998.
- Charles Michael Friedek, campeón mundial de atletismo en pista cubierta de 1999.
- Tim Lobinger, campeón mundial de atletismo en pista cubierta de 2003.
- Andre Niklaus, campeón mundial de atletismo en pista cubierta de 2006.
- Steffi Nerius, campeona de Europa en Gotemburgo 2006, fue líder del ranking mundial en 1996.
- Jan Fitschen, campeón europeo de atletismo de 2006.
- Ingo Schultz, campeón europeo de atletismo de 2002.
- Dieter Baumann, campeón olímpico en Barcelona 1992, 1 vez campeón mundial de 1998, campeón de Europa de 1994 y una vez campeón mundial de atletismo en pista cubierta de 1989.
- Heike Drechsler, doble campeona olímpica en salto de longitud, 5 veces campeón mundial de atletismo, 2 veces campeón del mundial de atletismo en pista cubierta de 1987 y tres veces campeona europea de atletismo de 1990, 1994 y 1998.
- Lars Riedel, oro olímpico en Atlanta 1996, 5 veces campeón mundial y una vez campeón europeo de atletismo de 1988.
- Astrid Kumbernuss, oro olímpico en Atlanta 1996, 3 veces campeona mundial y una vez campeona europea de 1990.
- Heike Henkel, oro olímpico en Barcelona 1992, campeona mundial de atletismo de 1991, campeona mundial de atletismo en pista cubierta de 1991 y campeona europea de atletismo de 1990.
- Jürgen Schult, campeón olímpico, campeón mundial de atletismo y campeón europeo de atletismo de 1990 .
- Sigrun Wodars, campeona olímpica de 1988, campeona mundial de 1987, campeona europea de atletismo de 1986 y 1990 y campeona de Europa indoor de 1986 en Madrid, España.
- Martina Hellmann, campeona olímpica en Seúl y doble campeona mundial.
- Rolf Danneberg, campeón olímpico de 1984 y también bronce cuatro años después.
- Ulrike Meyfarth, doble campeona olímpica de 1972 y 1984, campeona de Europa en pista cubierta de 1982 y campeona de Europa a al aire libre en Atenas.
- Waldemar Cierpinski, doble campeón olímpico.
- Hartwig Gauder, campeón olímpico, mundial y europeo en los 50 kilómetros marcha.
- Bärbel Wöckel, ganadora de 4 oros olímpicos.
- Marita Koch, ganadora de un oro olímpico y 3 mundiales de atletismo.
- Evelin Jahl, doble campeona olímpica.
- Renate Stecher, tres oros olímpicos, dos platas y un bronce.
- Ruth Fuchs, dos oros olímpicos en jabalina, dos veces campeona del mundo de 1977 y 1979 y 2 veces campeona europea de atletismo de 1974 y 1978.
- Christoph Höhne, campeón olímpico, 3 veces campeón del mundo y dos de Europa.
- Ingrid Becker, dos veces campeona olímpica.
- Armin Hary, dos veces oro olímpico y dos oro europeo.
- Lina Radke, primer oro olímpico para su país en atletismo en 1928.